# Alexandre Kouassi
Alexandre Kouassi (* 1934 in Tankessé, Französisch-Westafrika; † 16. Dezember 1994) war ein ivorischer römisch-katholischer Geistlicher und Bischof von Bondoukou.

## Leben
Alexandre Kouassi empfing am 21. Juli 1961 das Sakrament der Priesterweihe für das Bistum Abengourou. Später wirkte er als Generalvikar des Bistums Abengourou.
Am 28. August 1987 ernannte ihn Papst Johannes Paul II. zum ersten Bischof von Bondoukou. Der Erzbischof von Abidjan, Bernard Kardinal Yago, spendete ihm am 10. Januar 1988 in Bondoukou die Bischofsweihe; Mitkonsekratoren waren der Bischof von Abengourou, Bruno Kouamé, und der emeritierte Bischof von Katiola, Emile Durrheimer SMA. Sein Wahlspruch Que tous soient un pour que le monde croie („Alle sollen eins sein, damit die Welt glaubt“) stammt aus Joh 17,21 .